# 1791 в Україні

## Події
- Турбаївське повстання (1789—1793)

## Особи

### Народились
- 23 березня, Станіслав Мишка-Холоневський (1791—1846) — ксьондз, літератор, теолог, релігійний діяч.
- 3 травня, Генрик Жевуський (1791—1866) — польський магнат, письменник і публіцист консервативного напряму.
- 25 жовтня, Лизогуб Віталій Іванович (1791—1869) — полковник лейб-гвардії уланського Її Величності полку, учасник Наполеонівських війн.
- Гречулевич Василь Якович (1791—1870) — український священик, автор книги «Проповеди на малороссийском языке…» та інших духовних творів, написаних українською мовою.
- Данькевич Лука (1791—1867) — український письменник, байкар, священик, громадський діяч.
- Капніст Семен Васильович (1791—1843) — член Союзу благоденства.
- Косяровська Марія Іванівна (1791—1868) — мати письменника Миколи Гоголя.

### Померли
- 24 березня, Алоїз Капуано (1743—1791) — ректор Львівського університету (1790—1791).
- 9 липня, Йозеф Яськевич (1719—1791) — суддя вірменської громади міста Львова та бурґомістр Львова.
- серпень, Глоба Іван Якович (1736—1791) — останній генеральний писар Запорізької Січі (1765 — 75). Після зруйнування Січі російськими військами був заарештований і засланий до Туруханська Тобольської губернії.
- 19 жовтня, Корчинський Єротей Іван (1737—1791) — священик-василіянин, генеральний прокуратор Василіянського Чину в Римі (1772—1780) та генеральний вікарій василіян у 1786—1788 роках.
- 21 жовтня, Горголі Сава Дементійович (1739—1791) — український медик, доктор медицини, член Санкт-Петербурзької державної медичної колегії.

## Засновані, створені
- Антонівка (Новоодеський район)
- Воробіївка (Зборівський район)
- Каховка
- Корчівка (Красилівський район)
- Лукашівка (Первомайський район)
- Ряснопіль
- Широкине
- Свято-Покровський храм (Каховка)
- Свято-троїцька церква (Троковичі)
- Успенський собор Почаївської лаври
- Церква Марії Магдалини (Маріуполь)
- Михайлівська церква (Веселі Терни)
- Церква Успіння Пресвятої Богородиці (Дзвиняч)
- Церква святого великомученика Димитрія Солунського (Москалівка)